# Tipo 1936A
Los destructores Tipo 1936A, también conocido como clase Z23, eran un grupo de quince destructores construido para la Alemania nazi de 1938 a 1943. Eran conocidos por los aliados como la clase Narvik. Al igual que otros destructores alemanes lanzados después del comienzo de la Segunda Guerra Mundial, los Narviks no tenían nombre, y solo se conocían por sus números de casco: Z23 a Z39.
Esta clase se componía de ocho destructores. En su diseño se contemplaban los nuevos cañones de 150 mm (5,9 pulgadas) en torretas individuales y con una torreta doble en la proa. Las monturas dobles no estuvieron listas a tiempo, por lo que se utilizaron las individuales y las dobles se instalaron más tarde. Se mejoró sustancialmente el armamento antiaéreo. 
A pesar de reutilizar diseños de los barcos anteriores como base, pero con modificaciones para mejorar la navegabilidad, seguían teniendo problemas en mares agitados. Esto se hizo evidente especialmente cuando fueron equipados con las pesadas torretas dobles. Después de mucho esfuerzo, el problema se consideró que podría resolverse con una popa de nuevo diseño. Sin embargo, este solución creo otro problema se ya que la torre doble estaba cerrada y tenía una elevación máxima alta, lo que tras la modificación permitía un uso limitado contra aviones. 
Estos barcos volvieron a la práctica tradicional alemana de dar números a los barcos torpederos en lugar de nombres. Cuatro sobrevivieron a la guerra.
Cuando estalló la guerra se cancelaron las nuevas clases de destructores planificadas y se ordenaron en su lugar doce buques adicionales de la clase 1936A ( Z.31 a Z.42) con ligeras modificaciones para poder acelerar la construcción y ahorrar material. Se les denominó Zerstörer 1936A (Mob). "Mob" significa "Mobilmachung" (Movilización). Las torretas gemelas de 150 mm se habían fabricado para cruceros de batalla de clase "O" planificados , pero nunca construidos . En servicio de guerra, los motores eran más confiables que en barcos anteriores, pero al final de la guerra, se descubrió una fuerte corrosión. 
Se construyeron siete de esta subclase: una se hundió, otras dos sufrieron graves daños y no se repararon. Los cuatro restantes fueron botines de guerra asignados a los Aliados.